# Steffen Dierolf
Steffen Dierolf (* 5. Mai 1976 in Esslingen am Neckar) ist ein ehemaliger deutscher Wasserballspieler.

## Karriere
Steffen Dierolf gehörte bis 2006 dem SV Cannstatt an, mit dem er 2006 Deutscher Meister wurde. Nachdem der SV Cannstatt seine Bundesligamannschaft zurückgezogen hatte, wechselte Dierolf zusammen mit Florian Naroska zum SSV Esslingen, Dierolfs Heimatverein. 
Steffen Dierolf gehörte seit 1997 zur deutschen Wasserball-Nationalmannschaft. Er nahm an den Olympischen Spielen 2004 in Athen teil, als die deutsche Mannschaft den 5. Platz erreichte. Bei der Wasserball-Weltmeisterschaft 2005 belegte das deutsche Team Platz 9, 2007 kam die Mannschaft auf Rang 8. 2003 und 2008 wurde das Team Sechster bei der Europameisterschaft. Dierolf absolvierte von 1997 bis 2008 312 Länderspiele. Bundestrainer Hagen Stamm berief Dierolf in die Mannschaft für die Olympischen Spiele in Peking. Bei der ärztlichen Fitnessuntersuchung wurde bei ihm eine schwere Herzerkrankung festgestellt, weswegen er seine Leistungssportkarriere sofort beendete. Für ihn rückte Marko Stamm in das Olympiaaufgebot nach. 
Steffen Dierolfs Onkel Jürgen Stiefel nahm 1972 und 1976 mit der Deutschen Wasserball-Nationalmannschaft an den Olympischen Spielen teil. Steffens Schwester Katrin war ebenfalls Wasserball-Nationalspielerin. Cousine Jennifer Stiefel war ebenfalls EM-Teilnehmerin.